# Cisticola bakerorum
Cisticola bakerorum — вид горобцеподібних птахів родини тамікових (Cisticolidae). Ендемік Танзанії.

## Поширення і екологія
Живе в заплавних луках в долині річки Кіломберо на висоті від 240 до 305 м над рівнем моря. Віддає перевагу заростям Phragmithes mauritianus